# Dimitrie Negreanu
Dimitrie Negreanu (n. 25 octombrie 1858, Botoșani, Moldova – d. 30 aprilie 1908, București, România) a fost un fizician român, membru corespondent al Academiei Române.
Dimitrie Negreanu a făcut studiile primare și secundare în orașul natal (1865-1876), iar cele universitare (Facultatea de Științe) la București, unde, în 1880, și-a luat licența în fizică. După ce a fost, timp de trei ani, profesor de fizică la Liceul Național din Iași, a plecat la Paris.
Aici, în 1889, împreună cu Gabriel Lippmann, laureat al Premiului Nobel pentru Fizică, susține teza de doctorat, intitulată Étude de l'éthérification et de la conductibilité électrique, devenind primul român doctor în fizică.
Revenit în țară, a fost profesor la Catedra de electricitate de la Universitatea din București (1889-1908), unde a organizat un laborator de cercetări, în care și-a continuat studiile asupra puterii inductive specifice electricității, a tensiunii electromotoare, a elementelor galvanice, a elementelor magnetice în România, a căldurii specifice a lichidelor, a rezistenței electrice a pilelor, a galvanometrelor etc.
Dimitrie Negreanu a inițiat primele lucrări practice de fizică ale studenților, redactând și un Îndrumar de lucrări practice de căldură și electricitate. A publicat unele dintre primele manuale de fizică pentru liceu și universitate (Electricitatea, în 1907, și Gravitația, în 1908).
Pentru meritele sale didactice și științifice, în anul 1893 a fost ales membru al Societății Franceze de Fizică și al Societății Internaționale de Electricitate din Paris.